# Avalon (album)
Avalon – ósmy i ostatni album studyjny brytyjskiego zespołu Roxy Music, wydany w 1982 roku nakładem E.G. Records.

## Lista utworów
Opracowano na podstawie materiału źródłowego.
Wydanie LP:
Strona A
| Nr | Tytuł utworu                      | Muzyka                   | Długość |
| -- | --------------------------------- | ------------------------ | ------- |
| 1. | „More Than This”                  | Bryan Ferry              | 4:31    |
| 2. | „The Space Between”               | Bryan Ferry              | 4:30    |
| 3. | „Avalon”                          | Bryan Ferry              | 4:16    |
| 4. | „India”                           | Bryan Ferry              | 1:44    |
| 5. | „While My Heart Is Still Beating” | Bryan Ferry, Andy Mackay | 3:26    |
|    |                                   |                          | 18:27   |

Strona B
| Nr | Tytuł utworu            | Muzyka                      | Długość |
| -- | ----------------------- | --------------------------- | ------- |
| 1. | „The Main Thing”        | Bryan Ferry                 | 3:54    |
| 2. | „Take a Chance with Me” | Bryan Ferry, Phil Manzanera | 4:42    |
| 3. | „To Turn You On”        | Bryan Ferry                 | 4:16    |
| 4. | „True to Life”          | Bryan Ferry                 | 4:25    |
| 5. | „Tara”                  | Bryan Ferry, Andy Mackay    | 1:43    |
|    |                         |                             | 19:00   |

## Twórcy
Opracowano na podstawie materiału źródłowego.
Muzycy:
- Bryan Ferry – śpiew, keyboardy, syntezatory, gitara
- Andy Mackay – obój, saksofon
- Phil Manzanera – gitara prowadząca

Dodatkowi muzycy:
- Paul Carrack – fortepian, keyboardy
- Yanick Etienne – wokal wspierający
- Neil Hubbard – gitara
- Neil Jason – gitara basowa
- Jimmy Maelen – instrumenty perkusyjne
- Rick Marotta – perkusja
- Kermit Moore – wiolonczela
- Andy Newmark - perkusja
- Alan Spenner – gitara basowa
- Fonzi Thornton – wokal wspierający

Produkcja:
- Rhett Davies, Roxy Music - produkcja muzyczna
- Rhett Davies – inżynieria dźwięku